# Avenir
Avenir是由阿德里安·弗鲁提格设计的一款无衬线字体，最初于1988年由莱诺字体公司发布。单词avenir在法语里意为「未来」。1988年初版发布时具有三款字重，每款都有罗马正体和伪斜体，命名时并采用弗鲁提格的两位编号系统：45（book），46（book　oblique），55（text　weight），56（text　weight　oblique），(75)85（heavy）和(76)86（heavy oblique）。之后这套字体家族被扩展到六款字重，每款都有正体和伪斜体。

## Avenir Next
2004年，弗鲁提格与莱诺字体公司的设计师小林章一起重新复刻了Avenir家族，新款字体被命名为Avenir Next.最初发布时包括了24款字体，其中含6款字重，每款都有罗马正体和意大利斜体，并有两套字宽（正常和压缩字宽）。弗鲁提格的编号系统不再被使用，因为字重名字过于复杂。字形里包括了小型大写字母、旧体数字、上下标和合字。后来随Avenir Next W1G的发布又追加了两款（light　and　thin）加宽字体，总数达28款。

## Janna
Janna是由Nadine Chahine在原版的Avenir上设计的一款阿拉伯文字体。Janna（阿拉伯語：جنّة）在阿拉伯语意为「天堂」，最初是2004年作为贝鲁特美国大学的引导系统字体设计的。阿拉伯文字形基于先前发布的Frutiger Arabic，但棱角更分明一些。
这套字包括两款罗马正体，包括常规和粗体，支持ISO Adobe 2，拓展拉丁字母、阿拉伯语、波斯语和乌尔都语。

## Avenir Next W1G
这个Avenir Next版本增加了希腊文和西里尔字母。
整个字体家族包括16款字体和8款字重（ultralight，light，thin，regular，medium，demi，bold，heavy），但只有一个宽度（即基本正常宽度），备有完整的意大利斜体。OpenType功能包括分数、标准合字，等高和旧体数字，上下标，小型大写字母等。

## Avenir Next Rounded（2012）
这套字是笔画末端带有圆角的Avenir Next，由小林章和Sandra Winter设计。
这套字体包括8套字体，有4款字重（regular，medium，demi，bold），但只有一个标准字宽，带有完整意大利斜体，OpenType功能包括分数、标准合字，等高和旧体数字、上下标、小型大写字母等。

## 用途
- LG电器目前将Avenir作为产品以及手机按钮的首要字体
- 阿姆斯特丹市将Avenir作为城市形象主要字体。[3]
- 英國廣播公司第二台将Avenir作其标识、形象以及企业字体
- 达拉斯-沃思堡国际机场和香港國際機場的导引系统使用Avenir
- 日本航空集团，包括日航飞机机身的喷涂都采用Avenir
- AT&T从2005年起在其标识以及公司广告里使用Avenir。
- 法国城市雷恩的地铁导引系统采用Avenir
- 苹果公司自iOS6的地图和一些Siri屏幕里使用Avenir[4]OS X Mountain Lion和iWork for iCloud也预装了几款不同字重的Avenir和Avenir Next.
- 星巴克的品牌形象使用Avenir
- 弗朗索瓦·奥朗德在2012年法国总统选举期间使用Avenir [5]
- 華特迪士尼世界度假區从2013年开始在其引导系统、印刷品和网站使用Avenir作为其主要字体，以替代原先的Univers体。